# Mihail Coiciu
Mihail Coiciu (n. 1842, Cahul, gubernia Basarabia, Imperiul Rus – d. martie 1914, Constanța, România) a fost un avocat și politician român.

## Biografie
A făcut studii la Cahul, Iași, Chișinău și Odessa.
Funcții ocupate de-a lungul vieții:
1. Prefect al județului Cahul.
2. Primul administrator al Plășii Hârșova de la revenirea Dobrogei la țară cu administrație românească (1878).
3. Director al Prefecturii Constanța.
4. Primar al orașului Constanța[7] în trei rânduri: (februarie 1886-septembrie 1888); (aprilie 1892-1894); (1894-iunie 1897).
5. Președinte al Consiliului Județean Constanța (1904-1905).

În timpul mandatului său se construiește Palatul comunal din Constanța și școlile primare "Principele Ferdinand" și "Principesa Maria" din Constanța.
Personalitate locală în cărțile: Istoricul orașului Constanța.